# The Conscious Sedation
The Conscious Sedation es el álbum debut de la banda de death metal melódico System Divide, el cual saldrá a la venta el 14 de septiembre de 2010 a través de Metal Blade Records.
A pesar de que las labores de producción las tomaría Cole Martinez y Jacob Hansen en las mezclas, la banda optó por cambiar de productor a mitades del proceso de grabación, siendo ahora el afamado guitarrista y productor James Murphy (Obituary, Death, Testament) quien se encargó de producir el material.
Tres canciones del álbum: "The Apex Doctrine", "(N)ether" and "Purity in Imperfection" habían aparecido previamente en el EP debut de la banda, The Collapse.

## Lista de canciones
| N.º | Título                   | Duración |  |
| 1.  | «Vagaries of Perception» | 3:48     |  |
| 2.  | «An Intoxicating Affair» | 3:12     |  |
| 3.  | «Echoes»                 | 4:33     |  |
| 4.  | «The Apex Doctrine»      | 3:27     |  |
| 5.  | «Lethargy»               | 3:46     |  |
| 6.  | «(N)ether»               | 4:26     |  |
| 7.  | «Hollow»                 | 3:58     |  |
| 8.  | «Purity in Imperfection» | 4:13     |  |
| 9.  | «Repentiforget»          | 4:33     |  |
| 10. | «The Conscious Sedation» | 3:37     |  |
| 11. | «Stagnant Progression»   | 7:00     |  |

## Créditos
- Sven de Caluwé - voz (deathgrowls)
- Miri Milman - voz limpia
- Michael Wilson - guitarra
- Cole Martinez - guitarra
- Andrew Lenthe - bajo
- Mike Heller - batería